# جيروم ديفيس
جيروم ديفيس (بالإنجليزية: Jerome Davis)‏ هو لاعب كرة القدم الكندية أمريكي، ولد في 4 مارس 1974 في ديترويت في الولايات المتحدة.

## وصلات خارجية
- جيروم ديفيس على موقع مرجع كرة القدم المحترفة.كوم (الإنجليزية)